# Барр, Дженевив
Дженевив Барр (англ. Genevieve Louise Barr, род. в декабре 1985 года, Харрогит, Норт-Йоркшир, Англия) — английская глухая актриса и сценарист. Первой крупной ролью Барр стала глухая девушка-подросток в мини-сериале «Тишина», выпущенном BBC One. Дебют Дженевив состоялся в 2009 году в эпизоде комедии Comedy Showcase телеканала Channel 4.

## Биография
Барр — глухая от рождения; она первый глухой ребёнок в своей семье. У Дженевив есть две сестры (Антония, младше на два года, и Сабрина), а также брат Роберт. Отец Роберт возглавляет компанию в сфере транспорта и туризма, мать Кэролайн — писательница. В возрасте двух лет у неё была диагностирована глухота, а с четырёх лет Барр начала носить слуховой аппарат. Она не обучалась жестовому языку, опираясь на чтение по губам. Дженевив училась в неспециализированной женской школе Harrogate Ladies' College, а в 2008 году окончила Эдинбургский университет (специализация — английский язык и литература). До начала актёрской карьеры Дженевив полупрофессионально играла в английскую лапту и возглавляла университетскую команду по лякроссу. Помимо этого до начала карьеры актрисы она преподавала в Католическом колледже Святого Михаила в Бермондзи. С 2011 года Барр работает представительницей компании Sonova (также известной как Phonak), производящей слуховые аппараты.

## Карьера
Барр раздумывала над актёрской карьерой, но никогда не думала, что сможет стать профессиональной актрисой, виня в этом свою недостаточно ясную речь. Получению роли глухой санитарки в эпизоде «The Amazing Dermot» на Channel 4 поспособствовал её знакомый. После съёмок, проходивших на каникулах, Дженевив вернулась к преподаванию, однако её пригласили на пробы в мини-сериал «Тишина» (The Silence). Барр успешно прошла пробы, а режиссёр Дервла Уолш отметила её преподавательскую работу и чёткость выражения мыслей. На съёмках Барр не могла носить слуховой аппарат, так как у её героини по сюжету был установлен кохлеарный имплантат, из-за чего Дженевив пришлось полагаться сугубо на чтение по губам. Барр сообщала, что эта роль стала для неё возможностью узнать больше о глухоте. Дженевив пришлось изучить жестовый язык для роли, так как её героиня им хорошо владеет. В критических отзывах на сериал была особо отмечена «впечатляющая» игра Барр.

## Роли в театре
- 2012 — «Переводы» Б. Фрила — Сара — Millenium Forum[7]
- 2015 — The Solid Life of Sugar Water Д. Торна — Элис — Королевский национальный театр
- 2016 — Unreachable Э. Нилсона — Ева — Ройал-Корт

## Фильмография
| Год  |     | Русское название  | Оригинальное название           | Роль               |
| ---- | --- | ----------------- | ------------------------------- | ------------------ |
| 2009 | с   | Смешная витрина   | Comedy Showcase                 | Джессика           |
| 2010 | с   | Тишина            | The Silence                     | Амелия             |
| 2011 | кор |                   | Admit None                      | Люси               |
| 2011 | с   | Призраки          | The Fades                       | Мэдди              |
| 2011 | с   | Бесстыдники       | Shameless                       | Лиза               |
| 2012 | с   | Настоящая любовь  | True Love                       | Сара               |
| 2012 | кор |                   | The Sound of Silence            | Лайла              |
| 2013 | ф   |                   | Murder on the Victorian Railway | Мэри Энн Элдред    |
| 2015 | с   | Вызовите акушерку | Call the Midwife                | Джун Диллен        |
| 2017 | кор |                   | Sympathy for the Lemon          | Оливия             |
| 2017 | ф   |                   | Magic Hour 4                    | Оливия             |
| 2017 | с   | Лжец              | Liar                            | доктор Сара Хартли |
| 2018 | с   | Пресса            | Presse                          | Шарлотта Эванс     |
| 2018 | ф   | Давно не виделись | Been So Long                    | Артемис            |
| 2018 | кор |                   | Lightning                       | Саммер             |
| 2019 | с   | Происшествие      | The Accident                    | Дебби Кетин        |
| 2020 | с   |                   | CripTales                       | сценарист          |
| 2022 | ф   |                   | Then Barbara Met Alan           | сценарист          |
| 2022 | с   |                   | Ralph & Katie                   | сценарист          |
|      | с   |                   | I.D.                            | сценарист          |